# إيزابيلا الثانية ملكة بيت المقدس

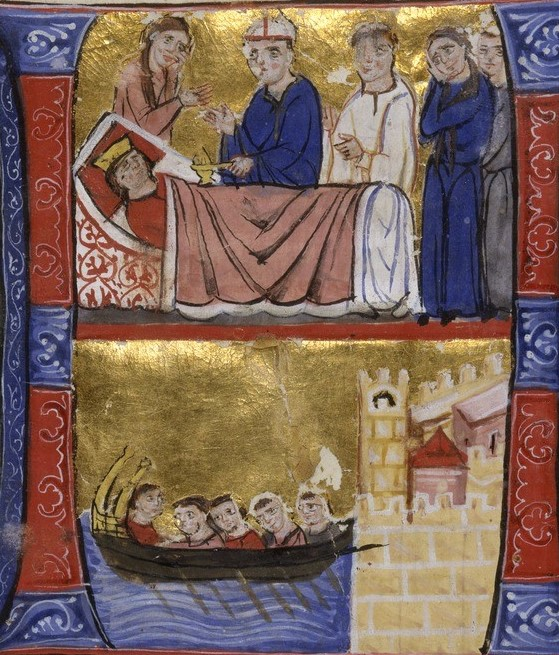

إيزابيلا الثانية (1212 - 25 أبريل 1228 أندريا في إيطاليا) وعرفت أيضًا باسم يولاند من بريين، كانت أميرة فرنسية أصبحت ملك القدس. كما كانت إمبراطورة رومانية مقدسة وملكة صقلية القرينة لزواجها من فريدريك الثاني.